# داییا ستو
داییا ستو (انگلیسی: Daiya Seto؛ زادهٔ ۲۴ مهٔ ۱۹۹۴) یک شناگر اهل ژاپن است.
از افتخارات وی میتوان به کسب مدال طلا ۴۰۰ متر انفرادی مختلط در مسابقات جهانی ورزش‌های آبی ۲۰۱۳ و مسابقات جهانی ورزش‌های آبی ۲۰۱۵ اشاره کرد.